# Bjursbergssjön
Bjursbergssjön är en sjö i Ydre kommun i Östergötland och ingår i Motala ströms huvudavrinningsområde. Sjön har en area på 0,164 kvadratkilometer och ligger 253,9 meter över havet.

## Delavrinningsområde
Bjursbergssjön ingår i det delavrinningsområde (641820-145635) som SMHI kallar för Mynnar i Västra Lägern. Medelhöjden är 255 meter över havet och ytan är 11,35 kvadratkilometer. Det finns inga avrinningsområden uppströms utan avrinningsområdet är högsta punkten. Vattendraget som avvattnar avrinningsområdet har biflödesordning 4, vilket innebär att vattnet flödar genom totalt 4 vattendrag innan det når havet efter 223 kilometer. Avrinningsområdet består mestadels av skog (69 procent) och jordbruk (14 procent). Avrinningsområdet har 0,49 kvadratkilometer vattenytor vilket ger det en sjöprocent på 4,3 procent.